# Račín (Nečtiny)
Račín (německy Radschin) je zaniklá osada, dnes samota, část obce Nečtiny v severní části okresu Plzeň-sever v Plzeňském kraji. Samota je tvořena jediným domem, její katastrální území Račín u Nečtin měří 249,66 hektarů.

## Název

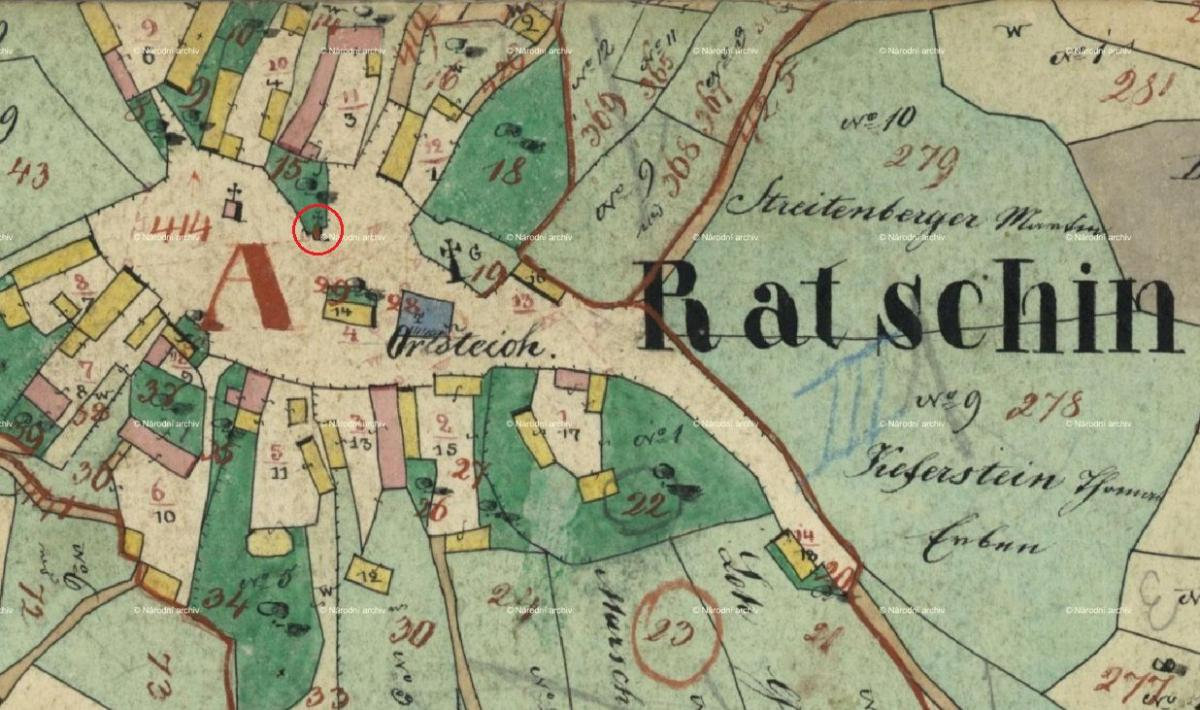
Mapa Račína (neznámé datum)

Název vesnice byl odvozen přivlastňovací příponou z osobních jmen Radka, Radiša nebo Ratša. V historických pramenech se název vsi objevuje ve tvarech: Raczyn (1379), de Raczyna (1437), Raczinow (1545),  Ratcžino (1626), Račín (1632), Rarschin nebo Racžin (1788) a Ratschin, Radschin nebo Račjn (1847).

## Historie
První písemná zmínka o vesnici pochází z roku 1379. 
Račínové z Račína odvozovali svůj predikát z názvu této obce poblíž Toužimi. 
Vesnice byla ve dvacátém století rozdělena na dva díly, z nichž jeden patřil do okresu Bezdružice a druhý do okresu Manětín.

## Přírodní poměry
Samota leží v nadmořské výšce 630 metrů, přibližně jedenáct kilometrů jihozápadně od Manětína v terénu svažujícím se k východu. Račín je přístupný po lesní cestě od silnice II/201. Račín sousedí na severu s Chudečí a Čestětínem, na východě s Březínem, na jihovýchodě s Jedvaninami a Skelnou Hutí a na jihozápadě s Trhomným.

## Obyvatelstvo
Při sčítání lidu v roce 1921 v bezdružické části žilo dvacet obyvatel (z toho patnáct mužů), z nichž bylo devatenáct Němců a jeden cizinec. Všichni se hlásili k římskokatolické církvi. Podle sčítání lidu z roku 1930 měla osada devatenáct obyvatel německé národnosti a římskokatolického vyznání. Manětínská část měla v roce 1921 při sčítání lidu 103 obyvatel (z toho 49 mužů) německé národnosti a římskokatolického vyznání. Podle sčítání lidu z roku 1930 se počet obyvatel snížil na 97 a národnostní a náboženská struktura zůstala stejná.
| Rok            | 1869 | 1880 | 1890 | 1900 | 1910 | 1921 | 1930 | 1950 | 1961 | 1970 | 1980 | 1991 | 2001 | 2011 | 2021 |
| -------------- | ---- | ---- | ---- | ---- | ---- | ---- | ---- | ---- | ---- | ---- | ---- | ---- | ---- | ---- | ---- |
| Počet obyvatel | 112  | 98   | 102  | 91   | 105  | 103  | 97   | 26   | 2    | 0    | 0    | 0    | 0    | 0    | 0    |
| Počet domů     | 19   | 17   | 17   | 17   | 16   | 16   | 18   | 13   | 13   | 0    | 0    | 1    | 1    | 1    | 1    |

## Obecní správa
Při sčítání lidu v letech 1869–1950 Račín byl samostatnou obcí, se kterým patřil nejprve do okresu Kralovice, ale v roce 1950 v okrese Plasy. Od roku 1960 je částí obce Nečtiny v okrese Plzeň-sever.

## Galerie

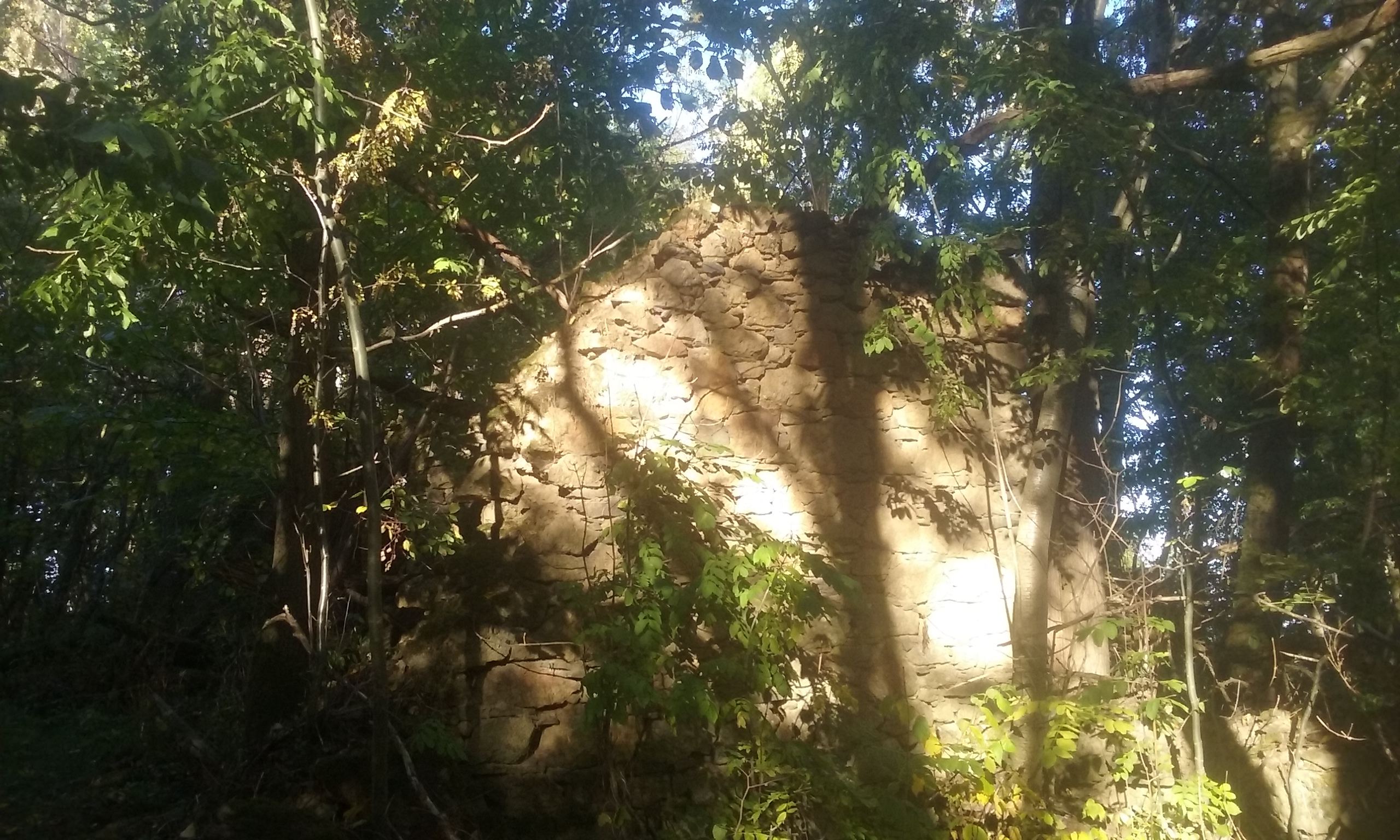
Zeď
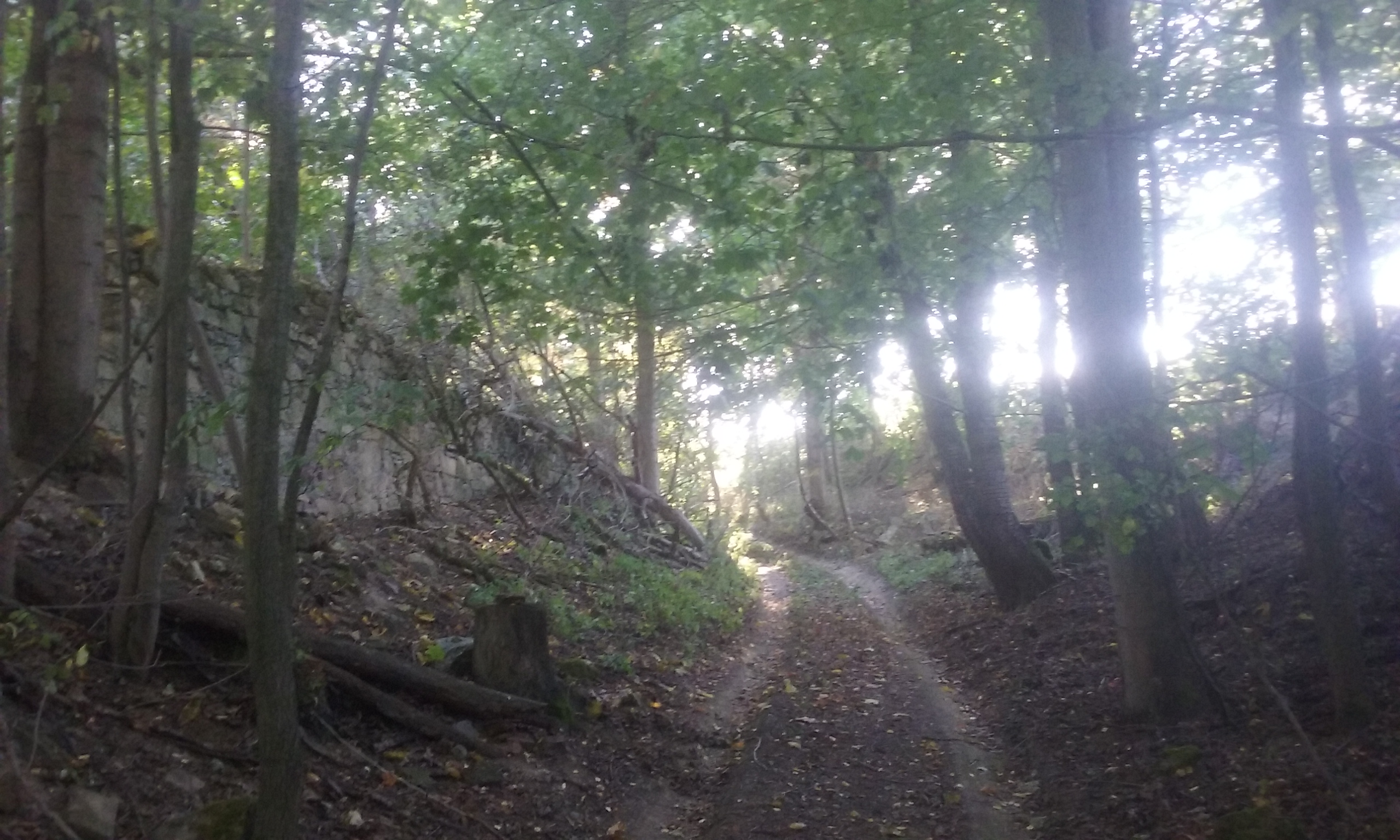
Cesta
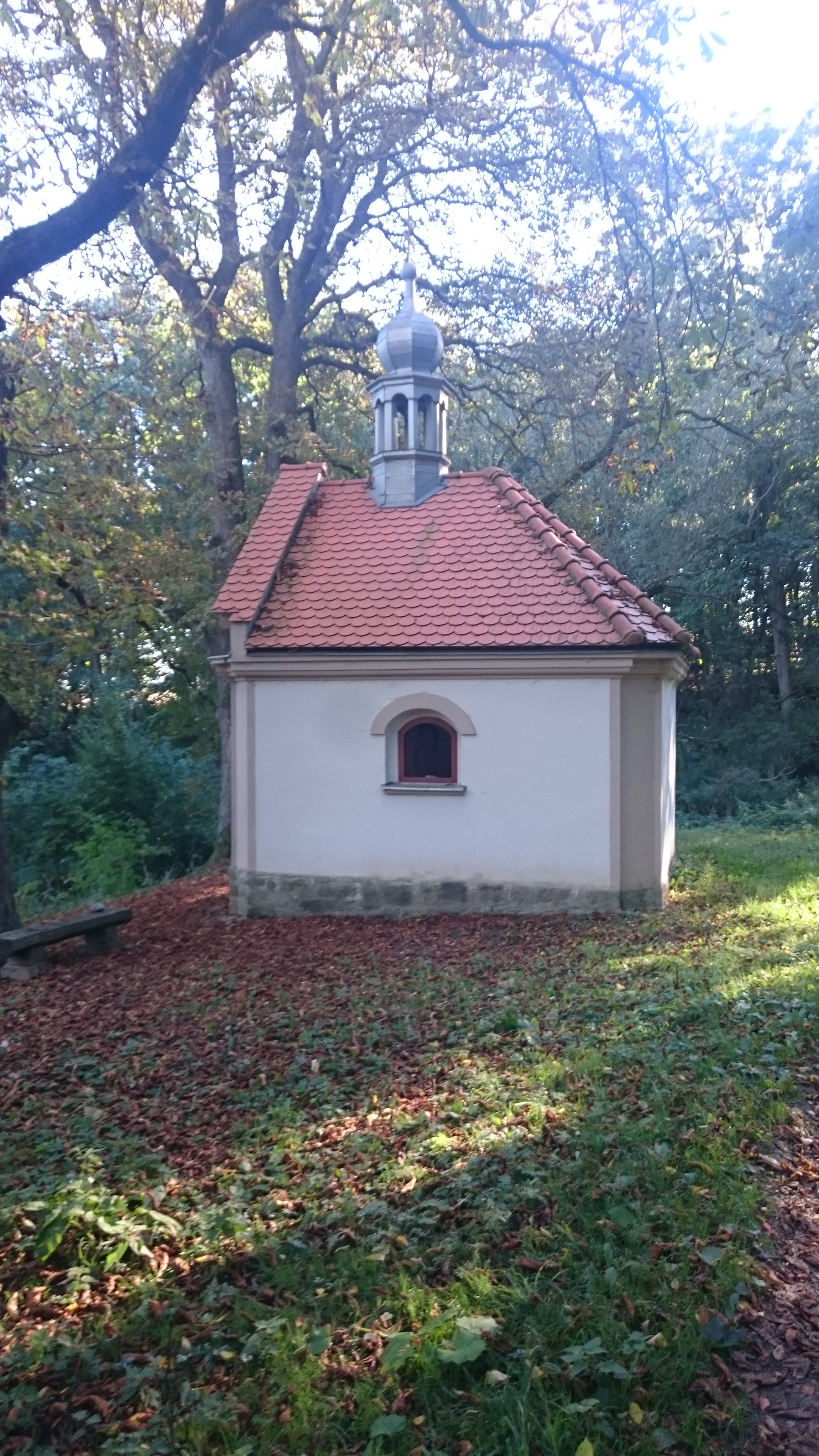
Obnovená kaplička